# Diocesi di Würzburg

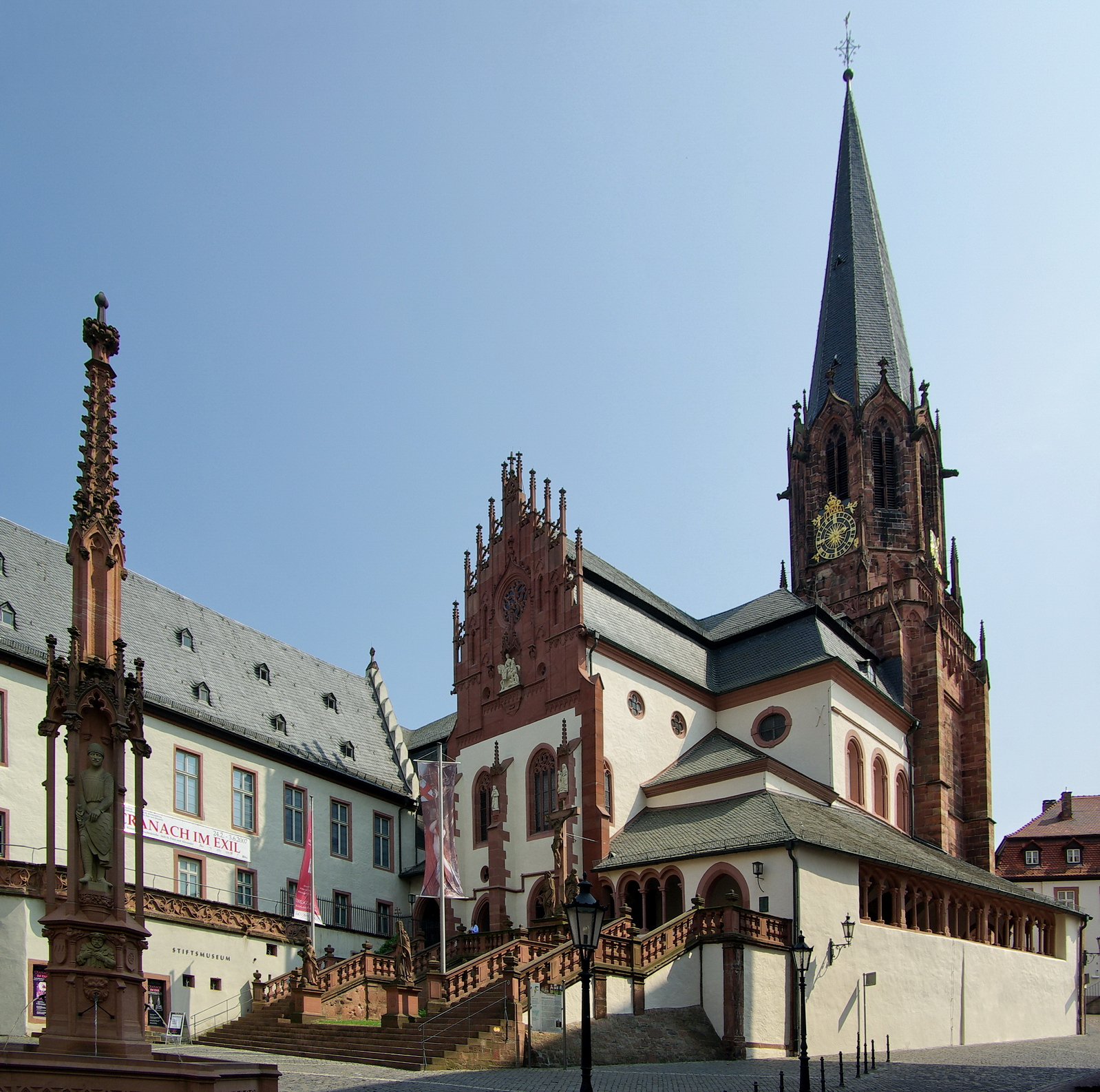
La basilica minore dei Santi Pietro e Alessandro a Aschaffenburg.

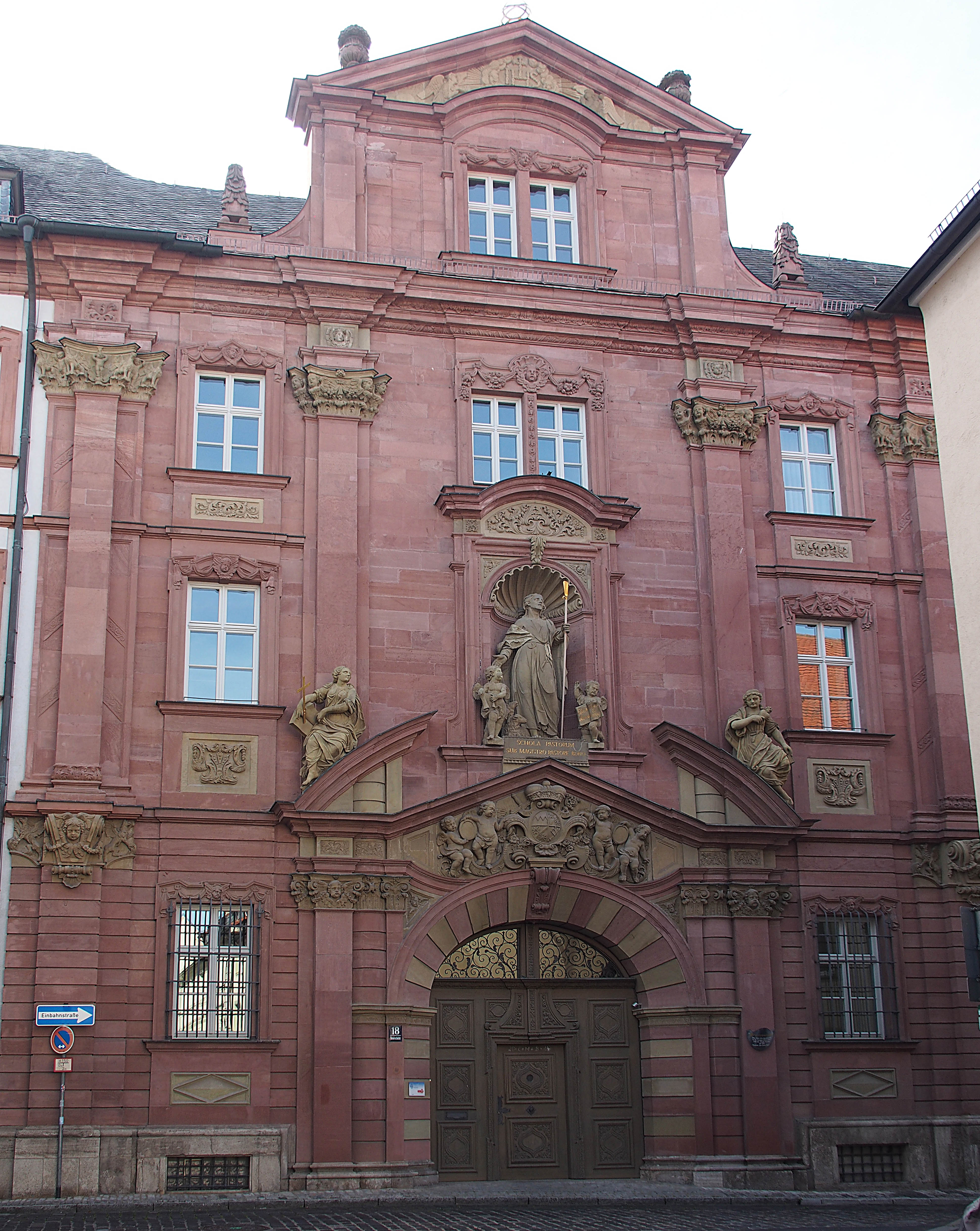
Ingresso del seminario vescovile.

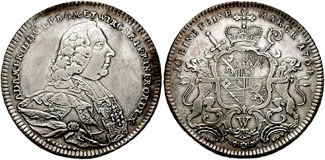
Adam Friedrich, (1755-1779): Konventionstaler (1764).

La diocesi di Würzburg (in latino Dioecesis Herbipolensis) è una sede della Chiesa cattolica in Germania suffraganea dell'arcidiocesi di Bamberga. Nel 2022 contava 774.000 battezzati su 1.320.093 abitanti. È retta dal vescovo Franz Jung.

## Territorio
La diocesi comprende pressoché interamente la Bassa Franconia, nella parte nord-occidentale della Baviera.
Sede vescovile è la città di Würzburg, dove si trova la cattedrale di San Kilian. Ad Aschaffenburg sorge la basilica minore dei Santi Pietro e Alessandro.
Il territorio si estende su 8.532 km² ed è suddiviso in 603 parrocchie, raggruppate in 22 decanati.

## Storia
La diocesi di Würzburg fu eretta nel 741, nell'epoca dell'evangelizzazione della Germania da san Bonifacio. Originariamente era suffraganea dell'arcidiocesi di Magonza (oggi diocesi).
Il 1º novembre 1007 cedette una porzione del suo territorio a vantaggio dell'erezione della diocesi di Bamberga (oggi arcidiocesi).
Il 5 ottobre 1752 ai vescovi di Würzburg fu concesso il privilegio di portare il pallio alla stregua di un arcivescovo.
Il vescovato di Würzburg fu un principato ecclesiastico del Sacro Romano Impero, collocato nella Bassa Franconia.  Nel XVIII secolo, al vescovo venne tributato anche il titolo di vescovo di Bamberga. Nel 1803, il principato ecclesiastico venne secolarizzato ed annesso alla Baviera.  A seguito della sconfitta dell'Austria nel 1805, ad ogni modo, in un complicato scambio di territori, la Baviera concesse il vescovato all'ex granduca di Toscana, Ferdinando III, che divenne reggente del nuovo Granducato di Würzburg. Questo rimase in vita sino al 1814. Dopo le guerre napoleoniche fu nuovamente annesso alla Baviera.
Il 1º aprile 1818, in virtù della bolla Dei ac Domini Nostri di papa Pio VII, cedette una porzione di territorio a vantaggio della diocesi di Bamberga, elevata contestualmente al rango di sede metropolitana, di cui Würzburg divenne suffraganea.
Il 16 agosto 1821 cedette altre porzioni di territorio a vantaggio dell'erezione dell'arcidiocesi di Friburgo in Brisgovia e della diocesi di Rottenburg (oggi diocesi di Rottenburg-Stoccarda).
Nel 1826 altre modifiche territoriali portarono alla cessione di Coburgo e della sua regione all'arcidiocesi di Bamberga.
Il 23 luglio 1973 ha ceduto una porzione del suo territorio, nella Repubblica Democratica Tedesca, a vantaggio dell'erezione dell'amministrazione apostolica di Erfurt-Meiningen, eretta a diocesi con il nome di diocesi di Erfurt nel 1994.

## Cronotassi dei vescovi
Si omettono i periodi di sede vacante non superiori ai 2 anni o non storicamente accertati.
- San Burcardo † (1º aprile 742 - 753 dimesso)
- San Megingaudo † (753 - 785 dimesso)
- Bernolfo † (785 - 26 settembre 794 deceduto)
- San Gumberto † (794 - 11 marzo 795 deceduto)
- Luderico † (27 febbraio 795 - 27 febbraio 802 deceduto)
- Egilwardo † (6 giugno 802 - 24 aprile 809 deceduto)
- Wolfgardo † (12 maggio 809 - novembre 831 deceduto)
- Umberto † (31 dicembre 831 - 9 marzo 842 deceduto)
- Godwaldo di Henneberg † (1º aprile 842 - 20 settembre 855 deceduto)
- Sant'Arno di Endsee † (29 novembre 855 - 13 luglio 892 deceduto)
- Rodolfo di Rothenburg † (1º agosto 892 - 3 agosto 908 deceduto)
- Teodoro di Rothenburg † (1º settembre 908 - 15 novembre 931 deceduto)
- Burcardo II † (2 dicembre 931 - 25 marzo 941 deceduto)
- Poppo I † (3 aprile 941 - 16 febbraio 961 deceduto)
- Poppo II † (2 marzo 961 - 23 luglio 984 deceduto)
- Ugo di Rothenburg † (22 agosto 984 - 29 agosto 990 deceduto)
- Bernvardo di Rothenburg † (2 settembre 990 - 20 settembre 995 deceduto)
- Enrico di Rothenburg † (24 novembre 995 - 14 novembre 1018 deceduto)
- Mainardo di Rothenburg † (2 dicembre 1018 - 22 marzo 1034 deceduto)
- San Bruno di Carinzia † (14 aprile 1034 - 27 maggio 1045 deceduto)
- Sant'Adalberone † (30 giugno 1045 - 1088 dimesso)
- Einardo (Eginardo) di Rothenburg † (25 luglio 1088 - 28 febbraio 1104 deceduto)[2]
- Roberto von Tundorf † (26 marzo 1104 - 11 ottobre 1106 deceduto)
- Erlung von Calw † (1106 - 28 dicembre 1121 deceduto)
- Rudiger von Vaihingen † (gennaio 1122 - 1125 deceduto)
- Embrico von Leiningen † (1125 - 10 novembre 1146 deceduto)
- Sigfrido von Truhendingen † (marzo 1147 - dopo il 20 agosto 1150 deceduto)
- Gebeardo von Henneberg † (1151 - 17 marzo 1159 deceduto)
- Enrico von Stuhlingen † (14 luglio 1159 - 14 aprile 1165 deceduto)
- Aroldo von Hochheim † (14 giugno 1165 - 3 agosto 1171 deceduto)
- Reginardo von Abenberg † (1º settembre 1171 - 15 giugno 1184 deceduto)
- Goffredo von Spitzenberg-Helfenstein † (12 agosto 1184 - 6 marzo 1190 deceduto)
  - Filippo di Svevia † (1190 - 1191 dimesso) (vescovo eletto)
- Enrico di Berg † (1192 - giugno 1197 deceduto)
  - Goffredo di Hohenlohe † (1197 deceduto) (vescovo eletto)
- Corrado di Querfurt † (giugno 1198 - 4 dicembre 1202 deceduto)
- Enrico di Katzburg † (dicembre 1202 - 20 luglio 1207 deceduto)
- Ottone di Lobdeburg † (agosto 1207 - 5 dicembre 1223 deceduto)
- Dietrich di Homburg † (14 dicembre 1223 - 20 febbraio 1225 deceduto)
- Ermanno di Lobdeburg † (27 febbraio 1225 - 3 marzo 1254 deceduto)
- Iring di Reinstein-Homburg † (12 aprile 1254 - 22 novembre 1265 deceduto)
- Poppo di Trimberg † (25 maggio 1268 - 19 settembre 1270 deceduto)
  - Bertoldo di Henneberg † (1271 - 1274 deceduto) (antivescovo)
- Bertoldo di Sternberg † (23 ottobre 1274 - 13 novembre 1287 deceduto)
- Mangoldo di Neuenburg † (novembre 1287 - 29 luglio 1303 deceduto)
- Andrea di Gundelfingen † (agosto 1303 - 14 dicembre 1313 deceduto)
- Goffredo di Hohenlohe † (20 giugno 1317[3] - 4 settembre 1322 deceduto)
  - Federico di Stolberg † (1313 - 1317) (antivescovo)
- Volframio di Grumbach † (26 agosto 1323 - 6 luglio 1333 deceduto)
- Ottone di Wolfskeel † (2 dicembre 1333 - 23 agosto 1345 deceduto)
  - Ermanno Hummel di Lichtenberg † (30 luglio 1333 - 21 marzo 1335 deceduto) (antivescovo)
- Alberto di Hohenberg † (19 ottobre 1345 - 7 ottobre 1349 nominato vescovo di Frisinga)
- Alberto di Hohenlohe † (8 febbraio 1350 - 27 giugno 1372 deceduto)
- Gerardo di Schwarzburg † (6 ottobre 1372 - 9 novembre 1400 deceduto)
- Giovanni di Egloffstein † (9 maggio 1402 - 22 novembre 1411 deceduto)
- Giovanni di Brunn † (18 marzo 1412 - 9 gennaio 1440 deceduto)
- Sigismondo di Sassonia † (20 gennaio 1440 succeduto - 19 novembre 1443 deposto)
- Gottfried von Limpurg † (16 ottobre 1443 - 1º aprile 1455 deceduto)
- Johann von Grumbach † (16 giugno 1455 - 11 aprile 1466 deceduto)
- Rudolf von Scherenberg † (20 giugno 1466 - 29 aprile 1495 deceduto)
- Lorenz von Bibra † (10 luglio 1495 - 6 febbraio 1519 deceduto)
- Konrad von Thüngen † (13 aprile 1519 - 16 giugno 1540 deceduto)
- Konrad von Bibra † (27 agosto 1540 - 8 agosto 1544 deceduto)
- Melchior Zobel von Guttenberg † (27 ottobre 1544 - 14 aprile 1558 deceduto)
- Friedrich von Wirsberg † (4 novembre 1558 - 12 novembre 1573 deceduto)
- Julius Echter von Mespelbrunn † (4 giugno 1574 - 13 settembre 1617 deceduto)
- Johann Gottfried von Aschhausen † (12 febbraio 1618 - 29 dicembre 1622 deceduto)[4]
- Philipp Adolf von Ehrenberg † (19 marzo 1624 - 16 luglio 1631 deceduto)
- Franz von Hatzfeld † (3 gennaio 1632 - 30 luglio 1642 deceduto)[5]
- Johann Philipp von Schönborn † (18 aprile 1644 - 23 agosto 1649 nominato arcivescovo di Magonza)
  - Johann Philipp von Schönborn † (23 agosto 1649 - 12 febbraio 1673 deceduto) (amministratore apostolico)
- Johann Hartmann von Rosenbach † (10 settembre 1674 - 19 aprile 1675 deceduto)
- Peter Philipp von Dernbach † (24 febbraio 1676 - 22 aprile 1683 deceduto)
  - Konrad Wilhelm von Wernau † (31 maggio 1683 - 5 settembre 1684 deceduto) (vescovo eletto)
- Johann Gottfried von Guttenberg † (12 agosto 1686 - 14 dicembre 1698 deceduto)
- Johann Philipp von Greiffenklau † (1º giugno 1699 - 3 agosto 1719 deceduto)
- Johann Philipp Franz von Schönborn † (15 dicembre 1719 - 18 agosto 1724 deceduto)
- Christoph Franz von Hutten † (20 dicembre 1724 - 25 marzo 1729 deceduto)
- Friedrich Karl von Schönborn-Buchheim † (3 agosto 1729 - 25 luglio 1746 deceduto)[6]
- Anselm Franz von Ingelheim † (28 novembre 1746 - 26 luglio 1749 deceduto)
- Karl Philipp von Greiffenklau † (21 luglio 1749 - 25 novembre 1754 deceduto)
- Adam Friedrich von Seinsheim † (17 marzo 1755 - 23 maggio 1757 nominato arcivescovo di Bamberga)
  - Adam Friedrich von Seinsheim † (23 maggio 1757 - 18 febbraio 1779 deceduto) (amministratore apostolico)
  - Franz Ludwig von Erthal † (12 luglio 1779 - 14 febbraio 1795 deceduto) (amministratore apostolico)[7]
- Georg Karl von Fechenbach † (1º giugno 1795 - 9 aprile 1808 deceduto)[8]
  - Sede vacante (1808-1818)
- Adam Friedrich von Groß zu Trockau † (2 ottobre 1818 - 21 marzo 1840 deceduto)
- Georg Anton von Stahl † (13 luglio 1840 - 13 luglio 1870 deceduto)
- Johann Valentin von Reißmann † (6 marzo 1871 - 17 novembre 1875 deceduto)
  - Sede vacante (1875-1879)
- Franz Joseph von Stein † (28 febbraio 1879 - 12 febbraio 1898 nominato arcivescovo di Monaco e Frisinga)
- Ferdinand von Schlör † (24 marzo 1898 - 2 giugno 1924 deceduto)
- Matthias Ehrenfried † (30 settembre 1924 - 29 maggio 1948 deceduto)
- Julius August Döpfner † (11 agosto 1948 - 15 gennaio 1957 nominato vescovo di Berlino)
- Josef Stangl † (27 giugno 1957 - 8 gennaio 1979 dimesso)
- Paul-Werner Scheele † (31 agosto 1979 - 14 luglio 2003 ritirato)
- Friedhelm Hofmann (25 giugno 2004 - 18 settembre 2017 ritirato)
- Franz Jung, dal 16 febbraio 2018

## Statistiche
La diocesi nel 2022 su una popolazione di 1.320.093 persone contava 774.000 battezzati, corrispondenti al 58,6% del totale.
| anno | popolazione | popolazione | popolazione | presbiteri | presbiteri | presbiteri | presbiteri                | diaconi | religiosi | religiosi | parrocchie |
| anno | battezzati  | totale      | %           | numero     | secolari   | regolari   | battezzati per presbitero | diaconi | uomini    | donne     | parrocchie |
| ---- | ----------- | ----------- | ----------- | ---------- | ---------- | ---------- | ------------------------- | ------- | --------- | --------- | ---------- |
| 1950 | 872.649     | 1.485.618   | 58,7        | 1.136      | 846        | 290        | 768                       |         | 782       | 5.123     | 484        |
| 1970 | 975.638     | 1.621.426   | 60,2        | 1.119      | 817        | 302        | 871                       | 1       | 571       | 4.391     | 634        |
| 1980 | 943.562     | 1.280.969   | 73,7        | 990        | 708        | 282        | 953                       | 29      | 485       | 3.917     | 613        |
| 1990 | 913.514     | 1.208.000   | 75,6        | 844        | 611        | 233        | 1.082                     | 79      | 419       | 2.347     | 617        |
| 1999 | 898.824     | 1.327.786   | 67,7        | 799        | 602        | 197        | 1.124                     | 119     | 356       | 1.671     | 620        |
| 2000 | 896.783     | 1.330.864   | 67,4        | 796        | 573        | 223        | 1.126                     | 125     | 389       | 1.575     | 620        |
| 2001 | 890.838     | 1.333.803   | 66,8        | 755        | 572        | 183        | 1.179                     | 130     | 339       | 1.550     | 620        |
| 2002 | 886.233     | 1.338.077   | 66,2        | 745        | 556        | 189        | 1.189                     | 138     | 318       | 1.415     | 619        |
| 2003 | 880.887     | 1.342.262   | 65,6        | 746        | 546        | 200        | 1.180                     | 134     | 342       | 1.357     | 618        |
| 2004 | 873.676     | 1.344.404   | 65,0        | 758        | 550        | 208        | 1.152                     | 145     | 349       | 1.249     | 618        |
| 2010 | 826.504     | 1.334.000   | 62,0        | 547        | 477        | 70         | 1.510                     | 98      | 224       | 980       | 619        |
| 2014 | 784.605     | 1.297.727   | 60,5        | 645        | 482        | 163        | 1.216                     | 206     | 279       | 1.073     | 618        |
| 2017 | 767.100     | 1.298.900   | 59,1        | 603        | 453        | 150        | 1.272                     | 205     | 253       | 1.055     | 612        |
| 2020 | 773.140     | 1.318.023   | 58,7        | 540        | 416        | 124        | 1.431                     | 208     | 384       | 885       | 609        |
| 2022 | 774.000     | 1.320.093   | 58,6        | 502        | 373        | 129        | 1.541                     | 201     | 365       | 574       | 603        |